# Serbia Challenger Open
O ATP Challenger de Belgrado – ou Serbia Challenger Open, na última edição – foi um torneio de tênis profissional masculino, de nível ATP Challenger 125.
Realizado em Belgrado, capital da Sérvia, estreou em 1998 e teve três hiatos. Os jogos eram disputados em quadras de saibro durante o mês de abril.

## Finais

### Simples
| Ano                                     | Campeã                  | Vice-campeã        | Resultado      |
| --------------------------------------- | ----------------------- | ------------------ | -------------- |
| 2021                                    | Roberto Carballés Baena | Damir Džumhur      | 6–4, 7–5       |
| Torneio não realizado entre 2020 e 2011 |                         |                    |                |
| 2010                                    | Karol Beck              | Ilija Bozoljac     | 7–5, 7–64      |
| 2009                                    | Viktor Troicki          | Dominik Hrbatý     | 6–4, 6–2       |
| 2008                                    | Roko Karanušić          | Philipp Petzschner | 5–7, 6–1, 7–65 |
| Torneio não realizado em 2007           |                         |                    |                |
| 2006                                    | Janko Tipsarević        | Tomáš Cakl         | 6–4, 4–1, ab.  |
| 2005                                    | Dick Norman             | Jeroen Masson      | 6–2, 6–3       |
| 2004                                    | Nenad Zimonjić          | Marco Chiudinelli  | 2–6, 7–62, 6–4 |
| 2003                                    | Dennis van Scheppingen  | Markus Hantschk    | 7–5, 6–3       |
| 2002                                    | Mario Ančić             | Nenad Zimonjić     | 6–2, 6–3       |
| Torneio não realizado entre 2001 e 1999 |                         |                    |                |
| 1998                                    | Jiří Vaněk              | Diego Moyano       | 6–3, 6–3       |

### Duplas
| Ano                                     | Campeãs                                | Vice-campeãs                      | Resultado        |
| --------------------------------------- | -------------------------------------- | --------------------------------- | ---------------- |
| 2021                                    | Guillermo Durán Andrés Molteni         | Tomislav Brkić Nikola Čačić       | 6–4, 6–4         |
| Torneio não realizado entre 2020 e 2011 |                                        |                                   |                  |
| 2010                                    | Ilija Bozoljac Jamie Delgado           | Dustin Brown Martin Slanar        | 6–3, 3           |
| 2009                                    | Michael Kohlmann Philipp Marx          | Aisam-ul-Haq Qureshi Lovro Zovko  | 3–6, 6–2, [10–8] |
| 2008                                    | Flavio Cipolla Konstantinos Economidis | Alessandro Motti Filip Polášek    | 4–6, 6–2, [10–8] |
| Torneio não realizado em 2007           |                                        |                                   |                  |
| 2006                                    | Michael Kohlmann Alexander Waske       | Ivo Minář Jan Minář               | 7–63, 6–3        |
| 2005                                    | Igor Kunitsyn Orest Tereshchuk         | Lukáš Dlouhý Jan Vacek            | w.o.             |
| 2004                                    | Branislav Sekáč Orest Tereshchuk       | Darko Mađarovski Janko Tipsarević | 6–3, 6–4         |
| 2003                                    | Ilija Bozoljac Nenad Zimonjić          | Darko Mađarovski Janko Tipsarević | 6–1, 6–4         |
| 2002                                    | Dušan Vemić Lovro Zovko                | Jaroslava Levinský Tomáš Zíb      | w.o.             |
| Torneio não realizado entre 2001 e 1999 |                                        |                                   |                  |
| 1998                                    | Raemon Sluiter Nenad Zimonjić          | Ali Hamadeh Johan Landsberg       | 6–4, 6–4         |